# Chiesa della Beata Vergine di Lourdes (Taleggio)
La chiesa della Beata Vergine di Lourdes è un luogo di culto cattolico di Olda, frazione di Taleggio in provincia e diocesi di Bergamo. La chiesa è sussidiaria della parrocchia dei Santi Pietro e Paolo in Olda, appartenente al vicariato di San Giovanni Bianco-Sottochiesa, nella comunità ecclesiale territoriale Valle Brembana.

## Storia
Il piccolo edificio posto sul limitare del paese, fu costruito e consacrato nel 1757  per volere di don Giuliano Locatelli Pasinetti, parroco di Olda dal 1738 al 1767 ed appartenente ad un casato importante nel paese. La chiesa venne inizialmente dedicata alla Visitazione di Maria, tuttavia nel 1906, una volta cessato il giuspatronato della famiglia Pasinetti, venne profondamente modificata dal Parroco Tommaso Lessi. Fu smantellato il presbiterio e trasformato in una grotta in tufo locale, con la conseguente ridedicazione della chiesa alla Beata vergine di Lourdes. Nel 1991 fu rimaneggiata la mensa del presbiterio in ottemperanza alle indicazioni del Concilio Vaticano II e fu posato un nuovo altare in legno di noce intagliato, opera di Mangili Tacito Rino. Per l'occasione furono inoltre restaurate le balaustrate in marmo nero

## Descrizione

### Esterno
Situata all'estremità della contrada di Olda, in direzione di Vedeseta, la chiesa mostra un orientamento liturgico tradizionale leggermente deviato. Il sagrato si fonde con la strada provinciale, mentre la facciata, accessibile tramite tre gradini, è delimitata da due lesene ornate di controlesene, complete di base e capitelli di stile corinzio, e culmina con un timpano triangolare. Il portale principale, realizzato in cemento, ospita una porta a doppio battente in vetro e ferro, sovrastata da una finestra di forma quadrata dotata di vetrata policroma.  l campanile a vela si erge lungo il lato destro della navata, all'altezza della linea di gronda e contiene una piccola campana datata 1798 fusa dal fonditore milanese Francesco Comerio.

### Interno
L'interno della chiesa presenta una struttura a navata singola. La copertura è realizzata con una volta a botte, arricchita da due lunette laterali affrescate, raffiguranti la Madonna e gli Apostoli nell'Ultima Cena e la nascita di Maria. L'Ascensione è dipinta sulla volta centrale. Lungo le pareti laterali sono collocate le stazioni della Via Crucis. Il presbiterio, rialzato di tre gradini, è delimitato da una balaustrata del 1757 in marmo nero con intarsi raffiguranti un canestro di fiori e sulla destra, lo stemma araldico della famiglia Pasinetti. La mensa d'altare è in noce e rivolta verso il popolo. Le pareti del presbiterio sono decorate in stile grotta con tufo locale.